# Трифід
Трифід (англ. triffid) — вигадана хижа рослина, яка може пересуватись на трьох ногах-коренях, з роману Джона Уіндема «День трифідів» (1951). Роман було екранізовано в 1962, 1981 та 2009 роках.
Згідно з романом, трифіди були початково вирощені українським радянським вченим Трохимом Лисенком. Потім їхнє насіння потрапило випадково в атмосферу й поширилося по всьому світу. Трифіди є хижаками й можуть харчуватися людьми, для чого вони спочатку жалять жертву отруйним жалом, а потім поїдають. Цінність трифідів полягає у їхній олії, яка за своїми якостями перевищує жири й олії тваринного чи рослинного походження.